# دی.بی. کوپر
دی. بی. کوپر (به انگلیسی: D.B. Cooper) نامی است که در رسانه‌ها برای اشاره به هواپیماربای ناشناس یک هواپیمای بوئینگ ۷۲۷ در بعداز ظهر چهارشنبه روز ۲۴ نوامبر ۱۹۷۱ استفاده می‌شود. این هواپیماربایی در شمال غربی ایالات متحده در محدوده بین پورتلند ایالت اورگن و سیاتل ایالت واشینگتن رخ داد. کوپر بعد از دریافت ۲۰۰٬۰۰۰ دلار (معادل ۱٬۵۰۰٬۰۰۰ دلار سال ۲۰۲۴) با چتر نجات از هواپیما بیرون پرید و بعد از آن اطلاعاتی از سرنوشت وی موجود نیست. با وجود جستجوی وسیع و تحقیقات گسترده اداره تحقیقات فدرال، هواپیماربا هرگز یافته یا شناسایی نشد. این پرونده تنها پرونده حل نشده هواپیماربایی در تاریخ هوانوردی تجاری است.
هواپیماربا خود را دَن کوپر معرفی کرده بود تا بلیط یک طرفه خود را در پورتلند بخرد، اما یک خبرنگار نام او را با مظنون دیگری اشتباه گرفت و متعاقباً هواپیماربا به نام "دی بی کوپر" شناخته شد.
بخش کوچکی از پول هواپیماربایی در فوریه ۱۹۸۰ توسط یک پسربچه در ساحل رود کلمبیا پیدا شد. کشف این پول باعث جلب توجه عمومی به این رمز و راز شد، اما هیچ اطلاعات بیشتری در مورد هویت یا سرنوشت هواپیماربا به دست نیامد و پول باقی مانده نیز هرگز پیدا نشد.
به مدت ۴۵ سال پس از هواپیماربایی، اداره تحقیقات فدرال تحقیقات فعالی را انجام داد و پرونده گسترده‌ای ایجاد کرد، اما در نهایت به هیچ نتیجه قطعی نرسید.  این جنایت تنها مورد حل نشده دزدی در تاریخ هوانوردی تجاری باقی مانده است.  اف‌بی‌آی حدس می‌زند که کوپر از پرش خود جان سالم به در نبرده است، به چند دلیل: آب و هوای نامناسب در شب هواپیماربایی، لباس نامناسب کوپر و نداشتن تجهیزات مناسب برای چتربازی، منطقه پر درختی که در آن پرید، فقدان معلومات آشکار او از جزئیات  منطقه فرود او، و ناپدید شدن پول باقی مانده، نشان می دهد که هرگز این پول در جایی استفاده نشده است، با این حال بقایای وی هرگز پیدا نشد. در ژوئیه ۲۰۱۶، FBI رسماً تحقیقات فعال در مورد این پرونده را به حالت تعلیق درآورد، اگرچه خبرنگاران، علاقه مندان، بازرسان و کارآگاهان آماتور همچنان تئوری های متعددی را برای هویت و سرنوشت کوپر دنبال می کنند.
تاکنون تئوری‌های متعددی با درجات مختلف احتمال توسط تیم تحقیقات، روزنامه‌نگاران و علاقه‌مندان آماتور پرونده ارائه شده.

## هواپیماربایی

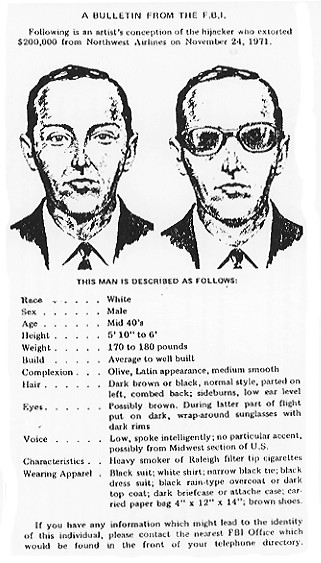
پوستر دی.بی. کوپر که اف‌بی‌ای آن را منتشر کرد

در شب  عید شکرگزاری، ۲۴ نوامبر ۱۹۷۱، مردی که یک کیف دستی مشکی را حمل می‌کرد، به باجه پرواز شرکت هواپیمایی نورت‌وست ایرلاینز در فرودگاه بین‌المللی پورتلند نزدیک شد.  مرد با استفاده از پول نقد، یک بلیط یک طرفه در پرواز ۳۰۵ خریداری کرد، یک سفر ۳۰ دقیقه‌ای به شمال غربی سیاتل(فرودگاه بین‌المللی سیاتل-تاکوما).  در بلیط، مرد نام خود را "دَن کوپر" درج کرده بود.  شاهدان عینی کوپر را مردی سفیدپوست در با سن حدود ۴۰ ساله، با موهای تیره و چشم‌های قهوه‌ای، کت و شلوار رسمی مشکی، پیراهن سفید، کراوات مشکی نازک، کت بارانی مشکی و کفش‌های قهوه‌ای توصیف کردند.  کوپر با یک کیف و یک کیسه کاغذی قهوه‌ای، سوار پرواز ۳۰۵، بوئینگ ۷۲۷ شد.  کوپر روی صندلی ۱۸ در ردیف آخر نشست و یک نوشیدنی ویسکی بوربن و یک سون‌آپ از مهماندار هواپیما سفارش داد.
پرواز ۳۰۵ با شش خدمه (متشکل از کاپیتان ویلیام اسکات، افسر اول ویلیام "بیل" جی. راتاچاک، مهندس پرواز هارولد ای. اندرسون و خدمه پرواز آلیس هنکاک، تینا ماکلو و فلورانس شافنر) و ۳۶ نفر از مسافران، پورتلند را طبق برنامه در ساعت ۱۴:۵۰ به وقت PST ترک کرد.  اندکی پس از بلند شدن، کوپر یادداشتی را به مهماندار شافنر، که روی صندلی پشت هواپیما، درست پشت سر کوپر نشسته بود، داد.  شافنر با فرض اینکه یادداشت شماره تلفن یک تاجر بود، یادداشت را بدون باز کردن در کیفش انداخت.  کوپر سپس به سمت او خم شد و زمزمه کرد: "خانم، بهتر است به آن یادداشت نگاه کنید. من یک بمب دارم."
شافنر یادداشت را باز کرد.  کوپر با حروف تمیز و بزرگ که با قلم نمدی چاپ شده بود، نوشته بود: «خانم، من یک بمب در کیفم دارم و می‌خواهم کنارم بنشینی».  شافنر یادداشت را به کوپر برگرداند، همانطور که او خواسته بود نشست و بی سر و صدا از او خواست بمب را ببیند.  کیفش را باز کرد و زن دو ردیف چهار سیلندر قرمز رنگ را دید که تصور می‌کرد دینامیت است.  به سیلندرها یک سیم و یک باتری بزرگ و استوانه ای وصل شده بود که به نظر شبیه یک بمب بود.
کوپر کیف را بست و خواسته هایش را به شافنر گفت.  او(شافنر) یادداشتی با خواسته های کوپر نوشت، آن را به کابین خلبان آورد و خدمه پرواز را از وضعیت مطلع کرد.  کاپیتان اسکات به او(شافنر) دستور داد تا باقیمانده پرواز را در کابین خلبان بماند و در حین پرواز رویدادها را یادداشت کند.  او(کاپیتان اسکات) سپس با برج مراقبت شمال غربی در مینه‌سوتا تماس گرفت و خواسته‌های هواپیماربا را بیان کرد: "[کوپر] تا ساعت ۵ بعد از ظهر ۲۰۰،۰۰۰ دلار در یک کوله پشتی درخواست می‌کند. او دو چتر جلویی، دو چتر عقب می‌خواهد. او پول را به ارز آمریکایی می‌خواهد."  با درخواست دو مجموعه چتر نجات، کوپر به طور ضمنی به این موضوع اشاره کرد که قصد دارد یک گروگان را با خود ببرد و در نتیجه مقامات را از تهیه تجهیزات غیر کاربردی منصرف کند.
هنگامی که شافنر در کابین خلبان بود، مهماندار ماکلو در کنار کوپر نشست تا به عنوان رابط بین او و خدمه پرواز در کابین عمل کند. او سپس درخواست‌های دیگری را مطرح کرد: پس از فرود در سیاتل، هواپیما باید سوخت گیری میشد و همه مسافران باید در حالی که او پول را وارد هواپیما می‌کرد، روی صندلی می‌ماندند.  او گفت که مسافران را پس از دستیابی به پول آزاد می کند.  آخرین اقلامی که وارد هواپیما شدند، چهار چتر نجات بودند.
کاپیتان اسکات برج مراقبت فرودگاه سیاتل-تاکوما را از وضعیت مطلع کرد، و با پلیس محلی و اف‌بی‌آی تماس گرفتند.  به مسافران گفته شد که ورود آنها به سیاتل به دلیل "مشکلات فنی جزئی" به تعویق خواهد افتاد.  دونالد نایروپ، رئیس شمال غربی اورینت، اجازه پرداخت پول را صادر کرد و به همه کارمندان دستور داد تا با هواپیماربا همکاری کنند و خواسته‌های او را انجام دهند.  برای تقریباً دو ساعت، پرواز ۳۰۵ دور پیوجت ساند چرخید تا به پلیس سیاتل و اف‌بی‌آی زمان کافی برای جمع‌آوری پول و چتر نجات کوپر و بسیج پرسنل اورژانس بدهد.
در حالی که هواپیما دور سیاتل می چرخید، ماکلو با کوپر گپ زد و از او پرسید که چرا خطوط هوایی نورث وست را برای هواپیماربایی انتخاب کرده است.  او خندید و پاسخ داد: "این به این دلیل نیست که من از خطوط هوایی شما کینه ای دارم، فقط به این دلیل است که من کینه دارم" سپس توضیح داد که این پرواز به سادگی با خواسته های او مطابقت دارد.  (کوپر)پرسید اهل کجاست.  او(ماکلو) پاسخ داد که اصالتا اهل پنسیلوانیا بود، اما در آن زمان در مینیاپولیس زندگی می‌کرد.  کوپر پاسخ داد که مینه سوتا «کشور بسیار خوبی است».  (ماکلو)پرسید اهل کجاست، اما او(کوپر) ناراحت شد و از پاسخ دادن امتناع کرد.  (ماکلو)پرسید که سیگار میکشی یا نه و به او سیگار تعارف کرد. او(کوپر) پاسخ داد که سیگار را ترک کرده است، اما سیگار را پذیرفت.
سوابق اف‌بی‌آی خاطر نشان می‌کند که در حالی که هواپیما بر فراز سیاتل پرواز میکرد کوپر به طور خلاصه با یک مسافر ناشناس صحبت کرد.  جورج لابیسونیر که یکی از مسافران هواپیما بود در مصاحبه خود با ماموران اف‌بی‌آی گفت که در چندین نوبت به سرویس بهداشتی که پشت کوپر قرار داشته رفته بوده.  پس از اینکه برای بار سوم به سرویس بهداشتی رفته است، لابیسونیر گفت که راه رسیدن به صندلی او توسط مسافری که کلاه گاوچرانی بر سر داشت مسدود شد و از ماکلو(مهماندار هواپیما) درباره مشکل مکانیکی فرضی که آنها را به تاخیر انداخته بود سؤال کرد.  لابیسونیر گفت که کوپر در ابتدا از این گفت و گو با فرد مورد نظر سرگرم شد، سپس عصبانی شد و به مرد گفت که به صندلی خود بازگردد، اما "فرد مورد نظر" کوپر را نادیده گرفت و به صحبت با او ادامه داد. لابیسونیر ادعا کرد که او در نهایت مرد را متقاعد کرد که به صندلی خود بازگردد.
علیرغم تعامل کوتاهی که فرد ناشناس با کوپر داشت. اف‌بی‌آی با او مصاحبه نکرد و این فرد هرگز شناسایی نشد.
پول ۲۰۰،۰۰۰ دلاری از بانک ملی سیاتل در کیسه ای به وزن تقریبی ۱۹ پوند دریافت شد.  این پول - ۱۰۰۰۰ اسکناس ۲۰ دلاری بدون علامت، که شماره سریال اکثر آنها با "L" شروع می شود (که نشان دهنده صدور توسط بانک فدرال رزرو سانفرانسیسکو است). پلیس سیاتل دو چتر جلویی (رزرو) را از یک مدرسه چتربازی محلی و دو چتر عقب (اصلی) را از یک خلبان بدلکاری محلی تهیه کرد.